# 大韓民国国籍法
大韓民国の国籍法は大韓民国の国民となる要件を定めた全21条からなる法律。1948年12月20日に公布、施行された。

## 二重国籍
第12条で満20歳までに大韓民国とそれ以外の国籍をもつ二重国籍を有した者は満22歳までに、満20歳を過ぎてから二重国籍になった者はその時から2年以内に、いずれかの国籍を選択しなければならず、選択しなかった者は大韓民国籍を喪失すると定められている。
このことが、大韓民国内外のいずれで生まれた者であれ彼らが生まれつき自動的に先祖の祖国の市民権を獲得する国家では問題になる。大韓民国人の子として生まれたアルジェリア人、エジプト人、レバノン人、リビア人、モロッコ人（モロッコ国籍法を参照）、オマーン人及びチュニジア人、イランに当てはまる。
これに加えて、18歳に達した大韓民国人男性は、韓国系の外国人を含めて、兵役の義務を負う。二重国籍者は、兵役を終えるまで、又は特別に軍隊から除隊されるまでは、大韓民国籍を放棄することができない。中には、海外から訪れた大韓民国人の子が、生まれて初めて祖国を訪れた途端に、大韓民国市民でもないのに、強制的に兵役検査されるという例まである。

## 2010年の国籍法改正
2010年4月21日の第289国会第8回本会議で、国籍法一部改正が賛成多数で可決され、2011年1月1日より施行された。対象者の範囲を限定的に定めた上で、国内で外国籍を行使しないという誓約を行えば、重国籍を認めることとした。具体的には韓国籍取得者の外国籍放棄義務の緩和がなされた。対象者は、韓国人と婚姻した状態で韓国に 2 年以上居住したもの(同時に帰化時点で韓国人配偶者と婚姻が継続していること)。外国人で韓国に特別の功労がある者又は国益に寄与すると認められた優秀な者、永住のために満65歳以上で帰国し、韓国籍の回復を許可された者、本人の意思にもかかわらず、その外国の法律や制度により外国籍を放棄することが困難なもの、韓国籍の回復を許可された者で韓国に特別の功労がある者又は国益に寄与すると認められた優秀な者などである。